# Protasowo (rejon iczałkowski)
Protasowo (ros. Протасово, erzja Протасвеле, czecz. Протасово) – wieś (ros. село, trb. sieło) w środkowej Rosji, wiejskie centrum administracyjne Rejonu iczałkowskiego w Republice Mordowii.
Wieś położona jest nad rzeką Ładka, 20 km od administracyjnego centrum rejonu (Kiemla). W 2010 r. miejscowość liczyła sobie 78 mieszkańców.
Tu (w ówczesnym Mordwińskim Obwodzie Autonomicznym) urodziła się Marija Szubina, złota medalistka w kajakarstwie (Rzym, 1960).